# Lauritz Christian Lindhardt

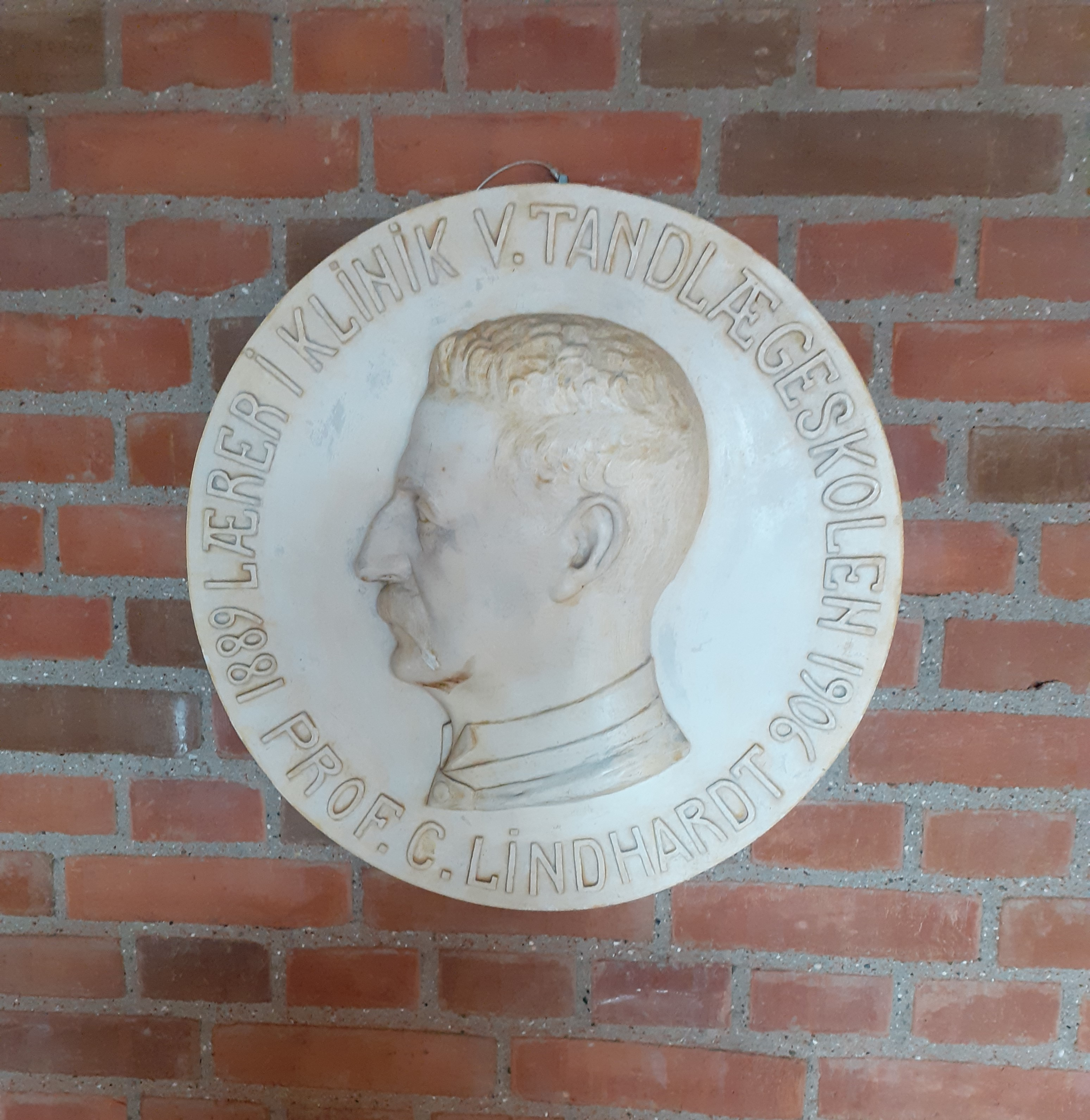
Lauritz Christian Lindhardt

Lauritz Christian Lindhardt (* 20. August 1842; † 25. September 1906) war ein dänischer Zahnarzt, Professor an der Kopenhagener Zahnärztlichen Hochschule und Präsident der Dänischen Zahnärztekammer 1888–1890 und 1891–1898. Er war maßgeblich an der Einführung der ersten Zahnbürste aus Amerika im Jahr 1870 beteiligt.

## Hintergrund
Lauritz Christian Lindhardt war der Sohn von Bendt Lindhardt und Johanne Thomasine Nicoline Lauritsdatter Prom und der Vater von Holger Lindhardt, Zahnarzt in Rønne. Lindhardt wurde 1894 zum Titularprofessor ernannt. Im Jahr 1893 wurde er zum Ritter des Dannebrog-Ordens ernannt.